# 紅衫軍樂團
紅衫軍樂團（英語：The Red Jumpsuit Apparatus）是一支美國另類搖滾樂團，2003年於佛羅里達州密德堡組成。

## 成員

### 現任成員
- 朗尼· 溫特（主唱）
- 杜克· 克京斯（吉他手）
- 喬伊· 魏斯伍德（貝斯手）
- 瓊· 威爾克斯（鼓手）
- 馬特· 卡特（吉他手）

### 已離開成員
- 埃利亞斯· 列特 - 吉他手（2005年－2008年）
- 湯瑪斯· 亞馬遜 - 吉他手（2001年－2005年）
- 湯瑪斯· 沃斯 - 貝斯手（2001年－2005年）
- 丹· 瓦格爾 - 鼓手（2001年－2005年）

## 外部連結
- 官方网站